# 米濟亞基夫西基胡托里
49°19′53″N 28°21′23″E / 49.33139°N 28.35639°E
米濟亞基夫西基胡托里（烏克蘭語：Мізяківські Хутори），是烏克蘭的村落，位於該國西南部文尼察州，由文尼察區負責管轄，始建於1600年，面積9.7平方公里，海拔高度300米，2001年人口2,283，人口密度每平方公里235.36人。